# Robert Cambert

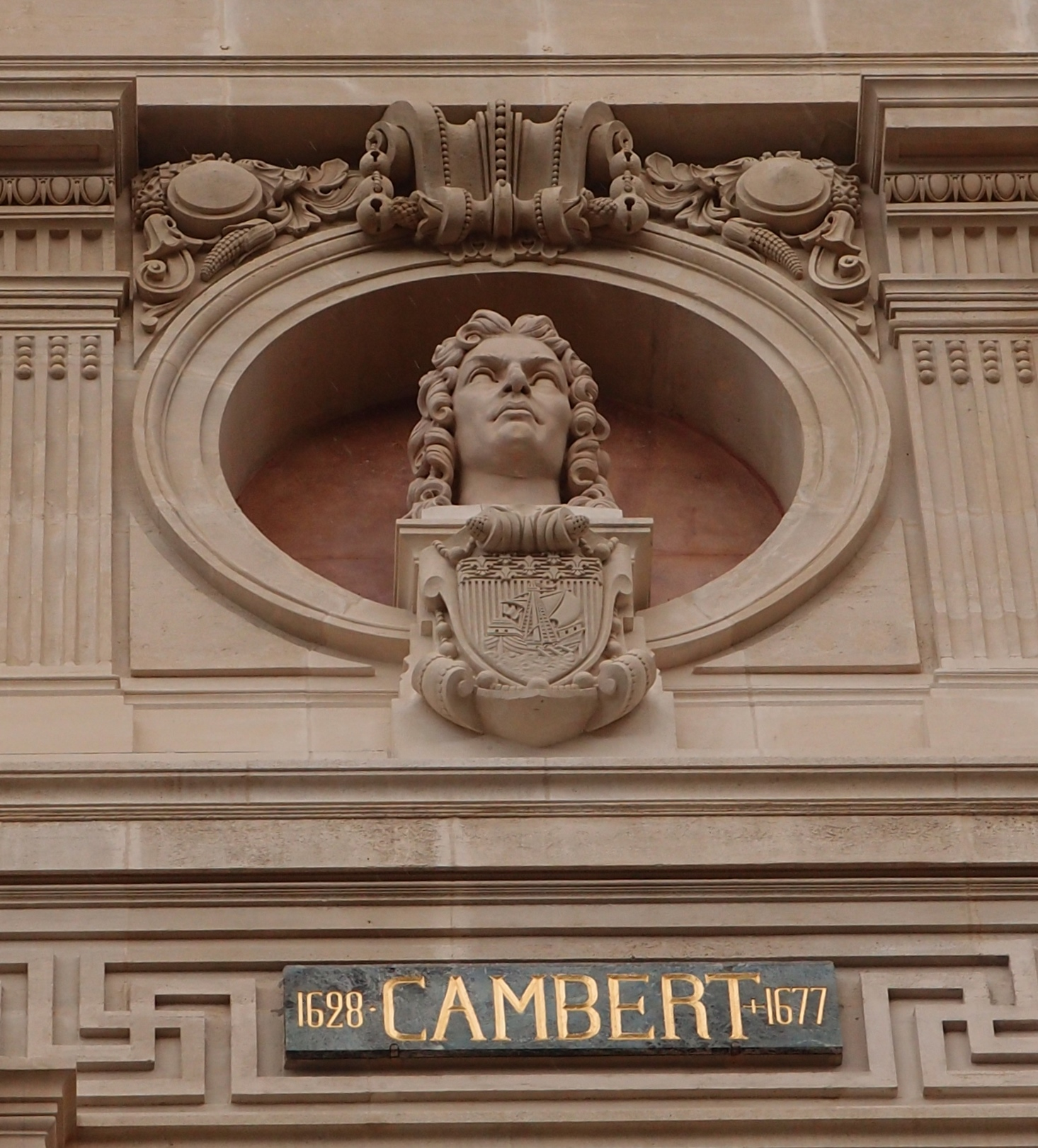
Büste von Robert Cambert an der Fassade der Opéra Garnier in Paris

Robert Cambert (* um 1628 in Paris; † März 1677 in London) war ein französischer Organist und Komponist.

## Leben
Robert Cambert war ein Schüler von Jacques Champion de Chambonnières. Er wirkte zunächst als Organist an der Stiftskirche St. Honoré. Nach 1672 scheiterte Cambert an dem königlichen Privileg Jean-Baptiste Lullys Opern aufzuführen, seine Bühnenwerke zur Aufführung zu bringen. Er verließ 1673 Frankreich in Richtung London und war dort im März 1674 an der Gründung einer ersten Royal Academy of Musick nach französischem Vorbild beteiligt, konnte jedoch in den wenigen ihm noch verbleibenden Lebensjahren künstlerisch nicht mehr Fuß fassen.
Seine Bühnenwerke (Pastoralen), die er gemeinsam mit dem Librettisten Pierre Perrin (1620–1675) schuf, waren für die frühe Entwicklung der französischen Oper stilbildend. Cambert hinterließ noch einige „Airs“ und „Airs à boire“, in deren Vorwort er als Komponist von Motetten erwähnt ist. François Roberday erwähnt Cambert im Vorwort zu seinen Fugen als Komponist von Orgelmusik. Von seinen in England geschaffenen Kompositionen und Bühnenwerken, die zum Teil am Königshof aufgeführt wurden, ist nichts überliefert. 
Seine Tochter Marie-Anne Cambert war eine Cembalistin und mit dem Komponisten und Violinisten Michel Farinel verheiratet. Sie wirkte mit diesem zeitweise in Spanien.